# 金乘院 (那須塩原市)
金乘院（こんじょういん）は、栃木県那須塩原市に所在する高野山真言宗の寺院である。

## 概要
本院は、806年（大同元年）に創建されたと伝わる。空海（弘法大師）が巡錫で当地を訪れた際に霊夢で地蔵尊が出現したことにより霊地と定め、この地に開山したことが始まりと伝えられる。
また本院は関東三霊場（北関東三十六不動尊霊場、関東薬師九十一霊場、関東地蔵百八札所）に指定され、巡礼に訪れる者が多い。
本院では毎年6月28日、波切不動尊大祭である“火まつり”が行われることで有名であり、修行僧・修験者による柴燈護摩法要が執り行われた後に、参拝者が無病息災を祈って護摩ヒバを燃やした跡を素足で歩く火渡りの儀式などが執り行われる。

## 文化財
- 奥の院地蔵堂（那須塩原市指定文化財）[1]